# Barberá Rookies 2018
Questa voce raccoglie le informazioni riguardanti i Barberá Rookies nelle competizioni ufficiali della stagione 2018.

## Maschile

### XXX LCFA Senior

#### Stagione regolare
| 25 novembre 2017, ore 16:00 | Barberá Rookies | 27 – 25 referto | Barcelona Búfals |  |

| 16 dicembre 2017, ore 16:00 | Barberá Rookies | 8 – 40 referto | Terrassa Reds |  |

| 14 gennaio 2018, ore 15:30 | Barcelona Pagesos | 0 – 54 referto | Barberá Rookies |  |

| 27 gennaio 2018, ore 16:00 | Barberá Rookies | 25 – 26 referto | Vilafranca Eagles |  |

| 11 febbraio 2018, ore 17:00 | Argentona Bocs | 20 – 14 referto | Barberá Rookies |  |

| 25 febbraio 2018, ore 17:00 | Salt Falcons/ Vall d'Aro Senglars | 15 – 27 referto | Barberá Rookies |  |

| 17 marzo 2018, ore 16:00 | Barberá Rookies | 40 – 26 referto | Barcelona Uroloki |  |

### Playoff
| 8 aprile 2018, ore 17:00 | Argentona Bocs | 13 – 20 | Barberá Rookies |  |

| 21 aprile 2018, ore 17:30 | Terrassa Reds | 19 – 8 | Barberá Rookies |  |

### Statistiche di squadra
| Competizione      | %Vittorie | In casa | In casa | In casa | In casa | In casa | In casa | In trasferta | In trasferta | In trasferta | In trasferta | In trasferta | In trasferta | Totale | Totale | Totale | Totale | Totale | Totale |
| Competizione      | %Vittorie | G       | V       | N       | P       | Pf      | Ps      | G            | V            | N            | P            | Pf           | Ps           | G      | V      | N      | P      | Pf     | Ps     |
| ----------------- | --------- | ------- | ------- | ------- | ------- | ------- | ------- | ------------ | ------------ | ------------ | ------------ | ------------ | ------------ | ------ | ------ | ------ | ------ | ------ | ------ |
| Stagione regolare | .571      | 4       | 2       | 0       | 2       | 100     | 117     | 3            | 2            | 0            | 1            | 95           | 35           | 7      | 4      | 0      | 3      | 195    | 152    |
| Playoff           | .500      | 0       | 0       | 0       | 0       | 0       | 0       | 2            | 1            | 0            | 1            | 28           | 32           | 2      | 1      | 0      | 1      | 28     | 32     |
| Totale            | .556      | 4       | 2       | 0       | 2       | 100     | 117     | 5            | 3            | 0            | 2            | 123          | 67           | 9      | 5      | 0      | 4      | 223    | 184    |

## Femminile

### LNFA Femenina 2018

#### Stagione regolare
| Barberà del Vallès 3 febbraio 2018, ore 16:00 | Barberá Rookies | 34 – 0 referto | L'Hospitalet Pioners | Instal·lacions de Can Llobet |

| Barberà del Vallès 10 febbraio 2018, ore 16:00 | Barberá Rookies | 57 – 0 referto | Badalona Dracs | Instal·lacions de Can Llobet |

| Barberà del Vallès 24 febbraio 2018, ore 16:00 | Barberá Rookies | 18 – 6 referto | Terrassa Reds | Instal·lacions de Can Llobet |

| Barcellona 4 marzo 2018, ore 15:00 | Barcelona Búfals | 12 – 25 referto | Barberá Rookies | Camp de Futbol de la Barceloneta |

| L'Hospitalet de Llobregat 25 marzo 2018, ore 11:00 | L'Hospitalet Pioners | 12 – 33 referto | Barberá Rookies | Complex Esportiu L'Hospitalet Nord |

| Santa Coloma de Gramenet 15 aprile 2018, ore 11:30 | Badalona Dracs | 0 – 37 referto | Barberá Rookies | Campo de Fútbol Badalona Sud |

| Terrassa 22 aprile 2018, ore 16:00 | Terrassa Reds | 12 – 43 referto | Barberá Rookies | Campo de Fútbol de Can Boada |

| 13 maggio 2018, ore 10:30 | Barberá Rookies | 39 – 12 referto | Barcelona Búfals |  |

#### Playoff
| Barberà del Vallès 26 maggio 2018, ore 16:30 | Barberá Rookies | 27 – 6 referto | Barcelona Búfals | Instal·lacions de Can Llobet |

### LVFA Femenina 2017-2018

#### Stagione regolare
| Valencia 17 dicembre 2017, ore 16:30 | Valencia Firebats | 26 – 18 | Barberá Rookies B |  |

| Alicante 13 gennaio 2018, ore 13:00 | Alicante Sharks | 45 – 12 | Barberá Rookies B |  |

| Barberà del Vallès 4 febbraio 2018, ore 12:00 | Barberá Rookies B | 40 – 12 | Valencia Firebats |  |

| Barberà del Vallès 11 marzo 2018, ore 11:00 | Barberá Rookies B | 25 – 14 | Las Rozas Black Demons |  |

| Las Rozas de Madrid 14 aprile 2018, ore 16:00 | Las Rozas Black Demons | 38 – 6 | Barberá Rookies B |  |

| Barberà del Vallès 6 maggio 2018, ore 16:00 | Barberá Rookies B | 44 – 24 | Granada Lions |  |

### Statistiche di squadra
| Competizione              | %Vittorie | In casa | In casa | In casa | In casa | In casa | In casa | In trasferta | In trasferta | In trasferta | In trasferta | In trasferta | In trasferta | Totale | Totale | Totale | Totale | Totale | Totale |
| Competizione              | %Vittorie | G       | V       | N       | P       | Pf      | Ps      | G            | V            | N            | P            | Pf           | Ps           | G      | V      | N      | P      | Pf     | Ps     |
| ------------------------- | --------- | ------- | ------- | ------- | ------- | ------- | ------- | ------------ | ------------ | ------------ | ------------ | ------------ | ------------ | ------ | ------ | ------ | ------ | ------ | ------ |
| LNFAF - Stagione regolare | 1.000     | 4       | 4       | 0       | 0       | 148     | 18      | 4            | 4            | 0            | 0            | 138          | 36           | 8      | 8      | 0      | 0      | 286    | 54     |
| LNFAF - Playoff           | .000      | 1       | 1       | 0       | 0       | 27      | 6       | 0            | 0            | 0            | 0            | 0            | 0            | 1      | 1      | 0      | 0      | 27     | 6      |
| LVFAF - Stagione regolare | .500      | 3       | 3       | 0       | 0       | 109     | 50      | 3            | 0            | 0            | 3            | 36           | 109          | 6      | 3      | 0      | 3      | 145    | 159    |
| Totale                    | .800      | 8       | 8       | 0       | 0       | 284     | 74      | 7            | 4            | 0            | 3            | 174          | 145          | 15     | 12     | 0      | 3      | 458    | 219    |